# Hidd SCC
Al Hidd Sports and Cultural Club (ar. نادي الحد الرياضي الثقافي) – bahrajński klub piłkarski grający w pierwszej lidze bahrajńskiej, mający siedzibę w mieście Al-Muharrak.

## Historia
Klub został założony w 1945 roku. W swojej historii klub jeden raz został mistrzem Bahrajnu w sezonie 2015/2016. Zdobył również Pucharów Króla Bahrajnu w 2015 oraz dwa Superpuchar Bahrajnu w 2015 i 2016.

## Sukcesy
- I liga:

mistrzostwo (1): 2015/2016
- Puchar Króla Bahrajnu:

zwycięstwo (1): 2015
- Superpuchar Bahrajnu:

zwycięstwo (2): 2015, 2016

## Stadion
Domowe mecze klub rozgrywa na stadionie o nazwie Stad al-Muharrak, położonym w mieście Al-Muharrak. Stadion może pomieścić 10000 widzów.